# جين ستون
جين ستون (بالإنجليزية: Gene Stone)‏ هو لاعب كرة قاعدة أمريكي، ولد في 16 يناير 1944 في بربانك في الولايات المتحدة.

## وصلات خارجية
- جين ستون على موقعبيزبول رفرنس.كوم (الدوري الرئيسي) (الإنجليزية)
- جين ستون على موقعبيزبول رفرنس.كوم (الدوري الثانوي) (الإنجليزية)